# Carl Friedrich Rungenhagen
Carl Friedrich Rungenhagen (ur. 27 września 1778 w Berlinie, zm. 21 grudnia 1851 tamże) – niemiecki kompozytor i pedagog muzyczny.

## Życiorys
W 1801 został członkiem berlińskiej Sing-Akademie. Był uczniem Carla Friedricha Zeltera. Od 1815 awansował na stanowisko wicedyrektora Sing-Akademie i od tej pory był na stałe związany z życiem muzycznym Berlina. W 1833 po Zelterze przejął kierownictwo Akademii.
Komponował muzykę kościelną, oratoria, kantaty i pieśni. Do jego uczniów należeli m.in. Stanisław Moniuszko, Michał Bergson, Albert Lortzing i Louis Lewandowski.